# 兹米延科韦
46°36′26.25″N 30°57′39″E / 46.6072917°N 30.96083°E

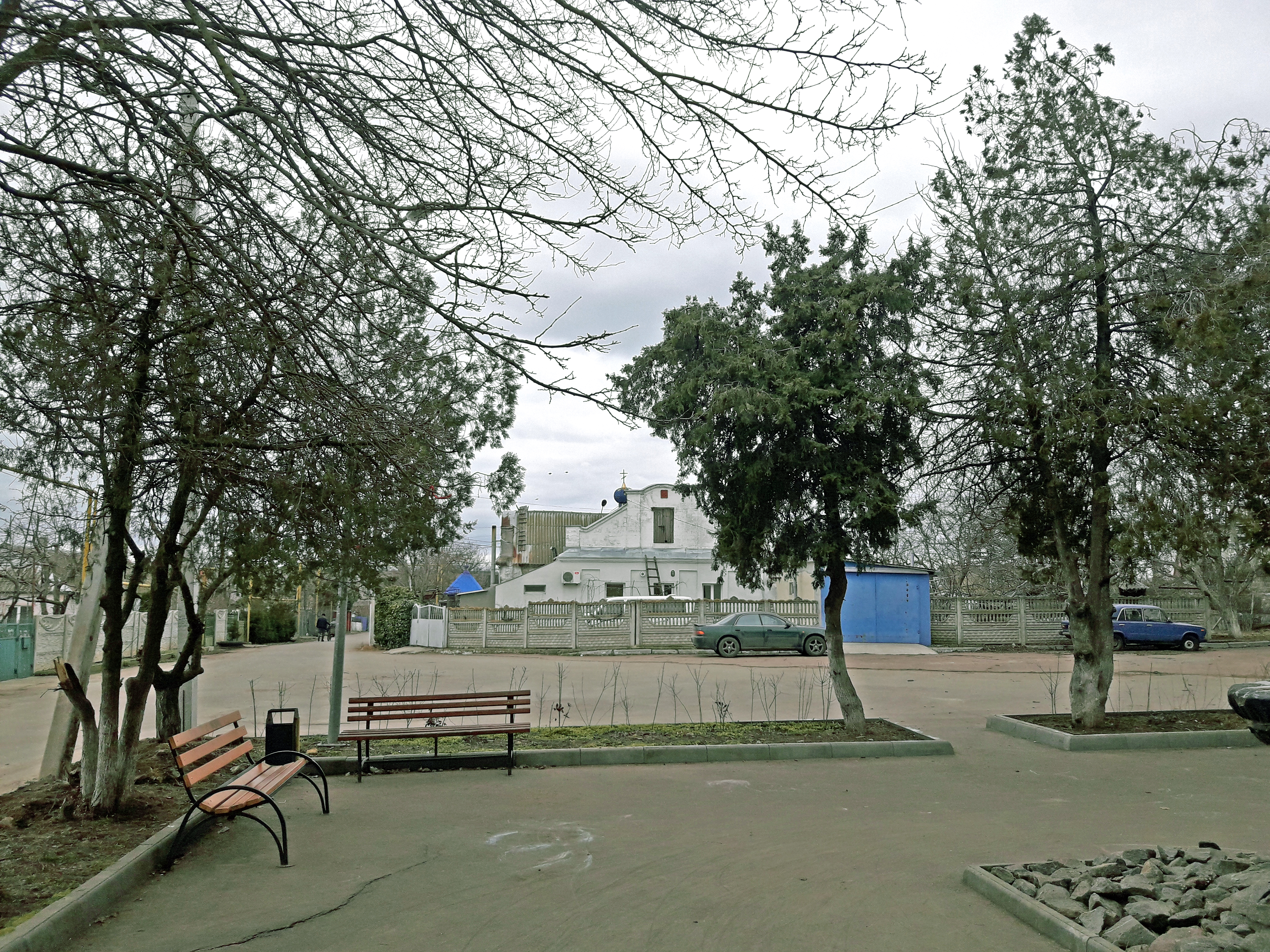
村中心

兹米延科韦（烏克蘭語：Змієнкове），2024年9月前称为近卫军村（烏克蘭語：Гвардійське），是烏克蘭西南部敖德薩州敖德萨区黑海村市鎮的村庄。始建於1948年，面積1.37平方公里，海拔高度27米，2001年人口800，人口密度每平方公里583.94人。
2024年9月19日，乌克兰最高拉达将此村的名字改为兹米延科韦。